# Brattknölen
Brattknölen är ett naturreservat i Torsby kommun i Värmlands län. Reservatet är i oktober 2018 inte klassat som gällande i Naturvårdsverkets register. 
Området är naturskyddat sedan 2018 och är 58 hektar stort. Reservatet omfattar en västsluttning på Örsjöberget. 